# Centro de Estudios Deportivos
Centro de Estudios Deportivos – wielofunkcyjny stadion w Santiago de Cuba na Kubie. Jest obecnie używany głównie dla meczów piłki nożnej oraz innych dyscyplin sportowych. Swoje mecze rozgrywa na nim drużyna piłkarska FC Santiago de Cuba.